# Rectoria de Montferri
La Rectoria de Montferri és un edifici del municipi de Montferri (Alt Camp) inclòs en l'Inventari del Patrimoni Arquitectònic de Catalunya.

## Descripció
La rectoria està situada al carrer Major, formant una petita plaça amb una de les seves façanes. És de planta rectangular i té coberta de teula a dues vessants, perpendiculars a la línia de façana. L'edifici consta de planta baixa, pis i golfes, expressats en la façana principal per obertures simètriques, actualment modificades a la part baixa. Del conjunt són remarcables la porta d'accés, amb brancals de pedra, i les obertures de les golfes, d'arc de mig punt, disposades en tres grups de dos. L'edifici es troba arrebossat i pintat.

## Història
La casa rectoral de la parròquia de Sant Bartomeu de Montferri es troba a la plaça Major del poble, al costat de l'església. Ha rebut tradicionalment el nom de L'Abadia. L'edifici apareix documentat per primera vegada el segle xv, tot i que és possible que el seu origen dati d'època anterior.